# Мейфилд, Эрл Брэдфорд
Эрл Брэ́дфорд Ме́йфилд (англ. Earle Bradford Mayfield; 12 апреля 1881, Овертон, Техас — 23 июня 1964, Тайлер, Техас) — американский политик, сенатор США от Техаса, член демократической партии.

## Биография
Эрл Брэдфорд Мейфилд родился в Овертоне, штат Техас, в семье Джона Блита и Мэри Мейфилд. После окончания средней школы в Тимпсоне, он получил диплом бизнес-колледжа в Тайлере. В 1990 году Мейфилд окончил Юго-западный университет, а затем изучал право в Техасском университете в Остине. В 1907 году он был принят в коллегию адвокатов и занялся юридической практикой в Меридиане. Кроме того, он занимался сельскохозяйственным бизнесом и оптовой торговлей продуктами.
В 1907—1913 годах Мейфилд был сенатором Техаса, после чего в течение 10 лет был членом железнодорожной комиссии Техаса. В 1922 году он был одним из шести кандидатов, баллотировавшихся в Сенат США от Демократической партии. Добившись поддержки сенатора Морриса Шеппарда, Мейфилд выиграл праймериз. На всеобщих выборах он столкнулся с независимым кандидатом Джорджем Педди, который оспорил результаты выборов, утверждая, что были допущены ряд технических ошибок, Мейфилд пропустил дату подачи заявки, потратил слишком много денег на свою предвыборную кампанию и был поддержан Ку-клукс-кланом. После двухлетнего расследования сенатский комитет вынес решение в пользу Мейфилда.
В 1928 году Мейфилд повторно выдвинул свою кандидатуру в Сенат США, но на этот раз потерпел поражение от конгрессмена Томаса Конналли. В 1930 году он баллотировался на пост губернатора штата, но на праймериз занял лишь седьмое место из одиннадцати кандидатов.
После ухода из Сената Мейфилд жил в Тайлере, где занимался юридической практикой и был президентом компании Mayfield Wholesale Grocery Company вплоть до своей отставки в 1952 году.
10 июня 1902 года Мейфилд женился на Оре Лампкин, у них было трое сыновей. Мейфилд умер 23 июня 1964 года и был похоронен на кладбище Оквуд в Тайлере.